# Gerichtsbezirk Graz-Ost
| Gerichtsbezirk Graz-Ost                                   | Gerichtsbezirk Graz-Ost        |
| --------------------------------------------------------- | ------------------------------ |
| Lage im Bundesland                                        |                                |
|  Gerichtsbezirk Graz-Ost  Landesgericht LGS Graz LGZ Graz |                                |
| Basisdaten                                                |                                |
| Bundesland                                                | Steiermark                     |
| Bezirke                                                   | - Graz - Graz-Umgebung         |
| Sitz des Gerichts                                         | Graz                           |
| Kennziffer                                                | 6011                           |
| zuständiges Landesgericht                                 | LGS Graz LGZ Graz              |
| Fläche                                                    | 602,45 km2 (31. Dezember 2019) |
| Einwohner                                                 | 274.349 (1. Jänner 2024)       |

Der Gerichtsbezirk Graz-Ost ist ein dem Bezirksgericht Graz-Ost unterstehender Gerichtsbezirk im Bundesland Steiermark. Der Gerichtsbezirk umfasst den östlichen Teil der Stadt Graz und den südlichen Teil des Bezirkes Graz-Umgebung.
Er entspricht im Prinzip, mit wechselndem genauer Zuständigkeit, dem 1848 geschaffenen Gerichtsbezirk Graz, ab 1854 ohne die Stadt Graz (Graz I,  II) dem Gerichtsbezirk Graz III, ab 1867 dem Gerichtsbezirk Graz Umgebung, ab 1962 dem Gerichtsbezirk Graz (Land); den heutigen Namen hat er seit 2007.

## Geschichte
Der Gerichtsbezirk Graz-Ost wurde durch eine 1849 nach der Revolution beschlossene Kundmachung der Landes-Gerichts-Einführungs-Kommission mit dem Namen Gerichtsbezirk Graz geschaffen. Er umfasste 59 „neue Ortsgemeinden“ (in Reihenfolge der Nennung; in Klammer die enthaltenen 118 Gemeinden, „1“= wie die Ortsgem.):
1. Graz (Innere Stadt Graz, Kalvarienberg, Bodenfeld, Maria Hilf, St. Georgen, St. Andrä, Gries, Carlau, Graben, Oberrosenberg, Unterrosenberg, Geidorf, St. Leonhard, Leonhardgasse, Morellenfeld, Schörgelgasse, Münzgraben, Harmsdorf)
2. Gratwein
3. Eisbach (1, Kehr und Plesch, Hörgas)
4. Gschnaid
5. Stiwoll
6. Thal
7. Gösting
8. Kalsdorf (1, Werndorf, Großsulz, Thalerhof)
9. Unter-Premstätten (1, Ober-Premstätten, Hautzendorf, Bierbaum, Laa, Zettling)
10. Wundschuh (1, Kasten)
11. Zwaring (1, Dietersdorf)
12. St. Bartholomä (1, Lichtenegg, Jaritzberg)
13. St. Oswald (1, Plankenwarth)
14. Reitteregg
15. Rohrbach (1, Steinberg)
16. Hitzendorf (1, Bärndorf, Mayersdorf, Mühlbach, Pirka)
17. Attendorf (1, Mantscha)
18. Haselsdorf
19. Lieboch
20. Tobel (1, Muttendorf)
21. Eggenberg (Algersdorf, Bayerdorf, Wetzelsdorf)
22. Straßgang (1, Webling)
23. Seyersberg
24. Pirka
25. Feldkirchen (Rudersdorf, Lebern, Wagnitz)
26. Schattleiten
27. Stattegg
28. Weinitzen
29. Unter-Andritz
30. Fölling (1, Wenisbuch, Niederschöckel)
31. Kainbach (Stifting, Schafthal, Hönigthal, Ragnitz, 1)
32. Premstetten (Breitenhilm, Premstätten, Wagersbach)
33. Haselbach
34. Hart, Pfarre Egersdorf (Hart)
35. Purgstall
36. St. Peter
37. Edelsbach
38. Messendorf
39. Raaba
40. Hart, Pfarre St. Peter (Hart)
41. Wöbling
42. Waltendorf
43. Engelsdorf
44. Liebenau
45. Thondorf (Neudorf, 1)
46. Gössendorf
47. Hausmannstätten
48. Grambach
49. Fernitz
50. Gnaning
51. Mellach
52. Sankt Stefan am Gradkorn (Forstviertl, Freßnitz, Kirchenviertl; Friesach, Pfarre St. Stefan)
53. Edelsgrub
54. Langegg
55. Mitterlaßnitz
56. Nestelbach
57. Krumegg
58. St. Marein
59. Kumberg (1, Hofstätten, Gschwend, Rabnitz)

Durch eine ministerielle Verordnung wurde 1854 das Gebiet auf drei Bezirksgerichte aufgeteilt, wobei das städtisch-delegierte Bezirksgericht I. Section das Gebiet von Graz am rechten Murufer und das städtisch-delegierte Bezirksgericht II. Section das Gebiet von Graz am linken Murufer übernahm. Weiters wurde das städtisch-delegierte Bezirksgericht III. Section für den Bereich Graz Umgebung eingerichtet.
Per 1. Jänner 1867 wurden im Zuge des Ausgleichs mit Ungarn die beiden städtisch-delegierten Bezirksgerichte I. und II. Section zusammengelegt, woraufhin sie den Gerichtsbezirk Graz bildeten.
Das Graz umgebende Gebiet firmierte in der Folge unter dem Namen Gerichtsbezirk Graz Umgebung weiter und bildete im Zuge der Trennung der politischen von der judikativen Verwaltung
ab 1868 gemeinsam mit den Gerichtsbezirken Frohnleiten und Voitsberg den Bezirk Graz-Umgebung.
Nachdem durch eine kaiserliche Entschließung der Gerichtsbezirk Voitsberg per 1. Oktober 1891 vom Bezirk Graz-Umgebung abgetrennt worden war, verblieben nur noch die Gerichtsbezirke Frohnleiten und Graz Umgebung beim Bezirk Graz-Umgebung.
Die Größe der beiden Gerichtsbezirke blieb mit 21,59 km² (Gerichtsbezirk Graz) bzw. 758,98 km² (Gerichtsbezirk Graz Umgebung) zunächst stabil.
Erst durch die Ausscheidung der Gemeinde Petzendorf aus dem Gerichtsbezirk Wildon und dem Bezirk Leibnitz vergrößerte sich die Fläche des Gerichtsbezirks Graz Umgebung bzw. des Bezirks Graz-Umgebung per 1. Jänner 1924 um 2,70 km².
Im Zuge der nationalsozialistischen Verwaltungsorganisation kam es per 15. Oktober 1938 zur Eingemeindung zahlreicher Umlandgemeinden zur Stadt Graz, wodurch auch der Gerichtsbezirk Graz auf Kosten des Gerichtsbezirks Graz Umgebung seine Fläche etwa versechsfachen konnte.
Zudem kamen per 1. Oktober 1942 Teile von Thondorf zu Graz und per 1. Februar 1948 die Gemeinden Eggersdorf und Höf vom Gerichtsbezirk Gleisdorf zum Gerichtsbezirk Graz Umgebung. Dies hatte zur Folge, dass der Gerichtsbezirk Graz nach dem Zweiten Weltkrieg 127,22 km² und der Gerichtsbezirk Graz Umgebung nur noch 670,66 km² umfasste.
Auch in den 1950er Jahren kam es zu größeren Gebietsänderungen im Gerichtsbezirk Graz Umgebung. So gelangten die Gemeinden Affenberg und Präbach per 1. April 1952 vom Gerichtsbezirk Gleisdorf (Bezirk Weiz) zum Gerichtsbezirk Graz Umgebung.
Zudem verlor der Gerichtsbezirk durch Grenzänderungen zwischen Gschnaidt und Großstübing per 1. April 1954 rund 51 Hektar Fläche an den Gerichtsbezirk Frohnleiten.
Per 1. Jänner 1957 wurde die Gemeinde Pöls an der Wieserbahn aus dem Gerichtsbezirk Wildon (Bezirk Leibnitz) ausgeschieden und dem Bezirk bzw. Gerichtsbezirk Graz Umgebung zugeschlagen.
Mit der 1962 verfügten Auflassung der Bezirksgerichte für Zivilrechtssachen Graz I (Graz Stadt) und für Zivilrechtssachen Graz II (Graz Umgebung) sowie der Errichtung eines gemeinsamen Bezirksgericht für Zivilrechtssachen Graz erfolgte die Vereinigung der bisherigen Gerichtsbezirke Graz bzw. Graz Umgebung zum Gerichtsbezirk Graz. Seither firmierten zwei Sprengel, Graz (Stadt) und Graz (Land) für die Umgebung ohne der Gerichtsbezirk Frohnleiten.
Dieser Status blieb bis zu Beginn des 21. Jahrhunderts erhalten. Mit 1. Jänner 2004 wurden die Gemeinden Eisbach, Gratkorn, Gratwein, Gschnaidt, Judenburg-Straßengel, Sankt Bartholomä, Sankt Oswald bei Plankenwarth und Stiwoll dem Gerichtsbezirk Frohnleiten zugewiesen.
Mit 1. Jänner 2007 beschloss der Nationalrat die Errichtung eines weiteren Bezirksgerichtes mit der Amtsbezeichnung Graz-West und die gleichzeitige Umbenennung des bisherigen Bezirksgerichts Graz in Graz-Ost.
In der Folge wurden per 1. Jänner 2007 die Grazer Stadtbezirke IV. Lend, V. Gries, XIII. Gösting, XIV. Eggenberg, XV. Wetzelsdorf, XVI. Strassgang und XVII. Puntigam aus dem bisherigen Gerichtsbezirk Graz ausgeschieden und dem Gerichtsbezirk Graz-West zugewiesen. Das übrige Gebiet des Gerichtsbezirkes Graz bildet seitdem den Gerichtsbezirk Graz-Ost.
Mit Wirkung ab 1. Jänner 2015 wurde der Gerichtsbezirk aufgrund der Veränderungen im Rahmen der Gemeindestrukturreform in der Steiermark in der Bezirksgerichte-Verordnung Steiermark 2015 neu definiert.
Im Zuge dessen erhielt er vom Gerichtsbezirk Feldbach die ehemalige Gemeinde Petersdorf II zugewiesen.

## Gerichtssprengel
Der Gerichtssprengel umfasst seit Jänner 2015
- den östlichen, linksseitig der Mur gelegenen Teil von Graz mit den zehn Stadtbezirken Innere Stadt, St. Leonhard, Geidorf, Jakomini, Liebenau, St. Peter, Waltendorf, Ries, Mariatrost und Andritz
- sowie die 26 Gemeinden Dobl-Zwaring, Eggersdorf bei Graz, Feldkirchen bei Graz, Fernitz-Mellach, Gössendorf, Hart bei Graz, Haselsdorf-Tobelbad, Hausmannstätten, Hitzendorf, Kainbach bei Graz, Kalsdorf bei Graz, Kumberg, Laßnitzhöhe, Lieboch, Nestelbach bei Graz, Premstätten, Raaba-Grambach, Sankt Marein bei Graz, Sankt Radegund bei Graz, Seiersberg-Pirka, Stattegg, Thal, Vasoldsberg, Weinitzen, Werndorf, Wundschuh im südlichen Teil vom Bezirk Graz-Umgebung.